# Cerocala biskiensis
Cerocala biskiensis là một loài bướm đêm trong họ Erebidae.